# Slaget vid Xiaoting
Slaget om Xiaoting (猇亭之戰), även känt som slaget om Yiling (夷陵之戰), var ett slag som utspelades år 222 under perioden av De tre kungadömena i Kina.
Slaget utkämpades sommaren 222 mellan Liu Beis och Sun Quans styrkor. Hösten det föregående året ledde Liu Bei personligen en stor styrka österut för att hämnas Guan Yu, som blivit tillfångatagen och avrättats av Sun Quan år 219. En förfrågan om fred från Sun Quans håll avslogs. Efter att Liu Bei haft inledande segrar, Lu Xun,  överbefälhavare över Wus styrkor, beordrade reträtt till Yiling (dagens Yichang, Hubei). Där höll han ställningarna och avböjde att anfalla de invaderande.
Då sommaren kom var Liu Beis trupper uttröttade och varma, och moralen var låg. Liu Bei tvingades att slå läger vid skogen för att få skydd emot solen. Men Lu Xun beordrade då en konterattack. Han satte lätt hela Liu Beis läger i eld och tvingade armén att retirera västerut till Ma'an-berget (馬鞍山, nordväst om Yiling, skall inte förväxlas med Ma'anshan, Anhui). Lu Xuns styrkor belägrade sedan berget. Liu Bei lyckades, då de flesta av hans trupper befann sig i upplösning, fly i skydd av natten till Baidicheng och dog ett år senare.